# Tuberta maerens
Tuberta maerens är en spindelart som först beskrevs av O. Pickard-Cambridge 1863.  Tuberta maerens ingår i släktet Tuberta och familjen panflöjtsspindlar. Inga underarter finns listade i Catalogue of Life.